# Дручик Юрій Миколайович
Юрій Миколайович Дручик (нар. 2 лютого 1987, Ковель) — український футболіст, захисник. Вихованець ДЮСШ луцької «Волині» (2003) та ДСШ м. Ковель (2003—2004).

## Клубна кар'єра
У першій лізі чемпіонату України дебютував 6 серпня 2006 року в матчі проти «Нафтовика-Укрнафти». Усього за «Волинь» зіграв 61 матч. У першій половині сезоні 2009—2010 грав за тернопільську «Ниву», куди переданий у безкоштовну оренду. У січні 2010 року повернувся з оренди до «Волині», звідки одразу ж був відданий в оренду до бобруйської «Білшини». У 2010—2013 роках виступав у вищій футбольній лізі Білорусі за «Білшину» з Бобруйська та брестське «Динамо». По закінченню терміну оренди повернувся в Україну, де від 2013 року грає у складі ФК «Ковель-Волинь», що нині виступає у вищій лізі чемпіонату Волинської області з футболу.